# Bernard Spindler
Pour les articles homonymes, voir Spindler.
Bernard Spindler est un journaliste et écrivain français, naturalisé monégasque, né le 3 mai 1939 à Poitiers et mort le 24 mars 2017 à Nice.
Journaliste passionné de sport automobile, rédacteur en chef à Radio Monte Carlo et Télé Monte Carlo, auteur de plusieurs livres, Bernard Spindler a été une grande voix de l'information et du sport dans les médias audiovisuels de la Principauté de Monaco.
Amateur d'histoire, il est l'auteur de plusieurs romans historiques, notamment sur l'époque du Second Empire.

## Biographie

### Débuts comme journaliste sportif
Autodidacte, Bernard Spindler entre en 1960 à Radio Monte Carlo et y occupe des postes de journaliste et reporter,. De 1968 à 1981, il occupe les fonctions de directeur du service des sports, tout en continuant à animer l'antenne lors d'émissions sportives ou de retransmissions d'événements sportifs.
Lors de sa carrière de journaliste sportif, il assure notamment des commentaires en direct d’événements de sport automobile, football ou cyclisme (il couvre plusieurs éditions du Tour de France).

### Les nuits du Rallye
Sous sa houlette, à partir de 1967, Radio Monte Carlo commence à assurer une couverture en direct du Rallye automobile Monte-Carlo, dont le centre névralgique se situe en Principauté,. Cette couverture s'amplifie au cours des années 1970 et perdure jusque dans les années 1990. S'étendant sur plusieurs jours, elle comporte comme apogée la couverture intégrale de la dernière nuit du rallye, dite Nuit du Turini.
Pour cela, Bernard Spindler est présent toute la nuit à l'antenne, accompagné de l'ancien coéquipier de rallye Jean-François Jacob, et émet depuis un studio spécialement aménagé dans la salle de presse du rallye, à Monaco. Il coordonne une quinzaine de journalistes présents sur les épreuves spéciales dans les Alpes, tels Yvan Médecin, Gérard Borie, Jean-Louis Filc, qui commentent le passage des concurrents en direct. Ces retransmissions connaissent une forte popularité de la part des auditeurs passionnés et des spectateurs présents le long du parcours,,,.

### Responsabilités à la direction de l'antenne et de l'information
Entre 1978 et 2001, Bernard Spindler officie comme rédacteur en chef puis directeur des informations générales à RMC,. Vers la fin des années 1970 et début des années 1980, il présente tour à tour les tranches d'information du matin et de mi-journée,.
Dans les années 1990, il est producteur-animateur de Ligne ouverte, émission donnant la parole aux auditeurs, diffusée à mi-journée.
Il est également directeur de l'antenne à Télé Monte Carlo de 1987 à 1989.

### Responsable de la Formule 1 sur La Cinq
En 1991 et 1992, Spindler se voit confier la gestion du traitement de la Formule 1 sur La Cinq, qui a obtenu les droits de retransmission télévisée des Grands Prix.

### Activités d'écrivain
Dans les années 2000, il écrit une dizaine d'ouvrages, la plupart étant des romans historiques visant à détailler certains épisodes de l'histoire du Second Empire ou de la Principauté de Monaco.
Il est l'auteur d'une biographie sur Jean Cocteau et Jean Marais, Cocteau-Marais : Un si joli mensonge, qui sort au moment de l'ouverture du Musée Jean-Cocteau collection Séverin-Wunderman à Menton, en 2011.

### Autres activités
En 1975 et 1976, il est le coéquipier de Bernard Darniche sur Lancia Stratos au Rallye du Var.
Il est l'auteur d'une quarantaine de petits films documentaires sur le sport automobile, et aussi de séries historiques pour la télévision (TMC).
Bernard Spindler a également été président du Press Club de Monaco entre 2006 à 2012, club qu'il a contribué à fonder.

### État-civil et décès
Il obtient la nationalité monégasque le 1er décembre 2004.
Il meurt à Nice le 25 mars 2017. La messe d'obsèques a lieu le 28 mars 2017 dans la cathédrale de Monaco en présence du Prince Albert II de Monaco.

## Style et compétences
Doté d'un timbre de voix singulier et particulièrement chaleureux, d'un grand talent d'improvisation à la radio, Bernard Spindler s'exprimait dans un français soigné et sans familiarités. Paul Barelli, président du Club de la Presse Méditerranée 06 dit de lui : « Il respectait les auditeurs sans faire appel aux ressorts de la démagogie. »
En 2017, l'association Les amis de Bernard Spindler est lancée par l'avocat Stéphane Loisy pour mieux faire connaitre ses œuvres et relancer la place de la Principauté de Monaco comme lieu de littérature.

## Ouvrages
- Darniche - Ballade pour un rallye, Éditions Alta Sport, 1977, 132 p.
- Bruno, l'enfant qui aimait les truffes, Éditeur Société Des Écrivains, 2003, 204 p.,  (ISBN 978-2-748-00077-1)
- La maîtresse vénitienne, Éditions du Rocher, Monaco, 2003, 333 p.,  (ISBN 978-2-26804-606-8)
- Paris en flammes, Éditions du Rocher, Monaco, 2004, 271 p.,  (ISBN 978-2-268-05093-5)
- Histoires secrètes des courses automobiles, Éditions du Rocher, Monaco, 2005, 272 p.,  (ISBN 978-2-268-06942-5)
- Le mystère des Tuileries, Éditions du Rocher, Monaco, 2007, 237 p.,  (ISBN 978-2-26806-213-6)
- Le vacarme des anges, Éditeur Alphée, Monaco, 2009, 281 p.,  (ISBN 978-2-75380-501-9)
- La fuite de l’impératrice, Éditions Embrasure, Les Plans sur Bex, 2010, 310 p.,  (ISBN 978-2-94038-234-7)
- Cocteau-Marais: un si joli mensonge, Éditions du Rocher, Monaco, 2011, 248 p.,  (ISBN 978-2-268-07077-3)
- Jeux de dames à Monte-Carlo, Éditions du Rocher, Monaco, 2013, 250 p.,  (ISBN 978-2-26807-514-3)
- Les petits bonheurs de Sophie, Éditions Ovadia, Nice, 2016, 168 p.,  (ISBN 978-2-36392-222-9)

## Enregistrement sur disque vinyle
- Histoire d'un rallye, 33T, Label RMC, 1971

## Titres et décorations
- Chevalier de l'ordre de Saint-Charles[4] (ordre monégasque)
- Chevalier de l'Ordre du Mérite culturel[15] (ordre monégasque)
- Médaille en argent de l'éducation physique et des sports[16] (récompense monégasque)
- Grand Prix de la Radio (Sportel) en 1986[4]
- Volant d'Or de la Télévision (Sportel) en 1992[4], pour l'émission le Club F1 sur La Cinq